# NGC 2539
NGC 2539 est un amas ouvert,, situé dans la constellation de la Poupe. Il a été découvert par l'astronome germano-britannique William Herschel en 1785.
NGC 2539 est à environ 1 363 pc (∼4 450 al) du système solaire et les dernières estimations donnent un âge de 372 millions d'années. La taille apparente de l'amas est de 15 minutes d'arc, ce qui, compte tenu de la distance, donne une taille réelle maximale d'environ 19 années-lumière.
Selon la classification des amas ouverts de Robert Trumpler, cet amas renferme entre 50 et 100 étoiles (lettre m) dont la concentration est moyenne (II) et dont les magnitudes se répartissent sur un petit intervalle (le chiffre 1).